# Войсковой круг
Войсково́й круг (Рада или Коло) — собрание, высший орган власти в Донском и Терском войсках, народное собрание всего войска, в котором могли участвовать все казаки.
В других источниках указано что Войсковой круг, сбор казаков (собрание) войска для решения общественных дел (касающихся всего войска), и первоначальный вид управления казацкой вольницы, поселившейся по берегам Волги, Дона, Урала и Терека, на котором дела решались по большинству голосов, и исполнение поручалось войсковому атаману, избираемому ежегодно на нём же. В казачьей (казацкой, черкаской) вольнице все дела решались большинством голосов, за то или иное решение, и когда численность казаков (черкас) на государевой службе стала увеличиваться в разы, и Высочайшей властью войсковые атаманы стали назначаться, то он стал терять своё значение, в Донском войске ВК уничтожен 1775 году, однако он номинально, ещё продолжал существовать, хотя при войсковом атамане была учреждена войсковая канцелярия. В связи с возрождением казачества в России, в 1990 году, был возобновлён созыв войскового круга.

## История
В Толковом словаре живого великорусского языка Владимира Даля слово Круг, имеет значение говоря о людях, круг, общество, сборище, мирская сходка, особенно у казаков, отсюда и Войсковой круг.

У нашего великого государя, против его государских недругов, рать собирается многая и несчётная, а строения бывает разного: …

Казаки донские, терские, яицкие бьются огненным боем; а запорожские черкасы — и огненным, и лучным.— Описание Русского войска, данное Козимо Медичи, во Флоренции, стольником И. И. Чемодановым (посол в Венеции), в 1656 году.
На кругах казачьих войск решались все важнейшие вопросы войска, каждый казак, независимо от должности, имел право высказывать свое мнение, но решение, принятое на кругу большинством голосов, делалось обязательным для всех, на нём выбирались на год войсковых атамана, есаулов и дьяка, составы станиц (куреней), отправлявшихся к великому государю в Москву с вестями, организовывались встречи с посланниками, принимались решения о заключении мира и военных походах, обсуждались внутренние вопросы. Встарь, указы внашивали в войсковой круг войсковые есаулы на непокрытой голове. Есаулы, имея в правой руке насеку, предшествуют войсковому атаману при его выходе в войсковой круг.
Также войсковые круги выполняли роль высшего судебного органа. Суд руководствовался нормами войскового права, которое было неписаным, однако признавалось правительством Российской империи.
Войсковой круг получил своё название потому, что на этих общественных собраниях, проходивших на открытой площади, казаки становились по кругу, сняв шапки в знак уважения к собранию и к его поводу.
Собрания, состоящие из вооружённых вольных людей, которых в другом месте страны могли бы назвать разбойниками, далеко не всегда проходили мирно и демократично. Например, на ежегодных выборах войскового атамана борьба противостоящих партий могла закончиться кровопролитной схваткой.
В малороссийских войсках (Запорожском войске) Войсковой круг назывался радой (казачья рада, войсковой радой). Исполнителями решений рады и представителями войска были атаманы кошевой и куренные, а также старшина: войсковая (судья, есаул, писарь) и полковая (полковники, есаулы, писаря и другие). Все эти должности в Сечи были выборными, так как казаки первоначально жили общею жизнью.

Воспоминания запорожца
… Каждые полгода они выбирали военачальника, кошевого, который, отправившись в церковь, торжественно принимал знаки своего достоинства, получаемые им от русской государыни и состоявшие из особой шапки, булавы, пернача, трости и бунчука. …— Жильбер Ромм. Путешествие в Крым в 1786 г. — Ленинград: Издание Ленинградского государственного университета, 1941 г. — 79 с.
С ликвидацией казачьих войск в РСФСР войсковые круги были упразднены, а в эмиграции на них собирались представителями казачества. 
В связи с возрождением казачества в России, в 1990 году, был возобновлён созыв войскового круга.